# Fællesrådet for Danmarks Drengespejdere
Fællesrådet for Danmarks Drengespejdere (FDD, Danmarks pojkscoutråd) är den internationella scoutfederationen i Danmark för pojkar. Scouting kom till Danmark 1909 och FDD blev medlem i World Organization of the Scout Movement 1922. FDD organiserar Danmarks 47 475 pojkscouter.

## Medlemmar
Medlemmar av den danska federationen är:
- Det Danske Spejderkorps
- KFUM-Spejderne i Danmark
  - Missionsforbundets Spejdere
  - Metodistkirkens spejdere i Danmark
- Danske Baptisters Spejderkorps
- Kalaallit Nunaanni Spejderit Kattufiat - Grønlands Spejderkorps
- Føroya Skótaráð
  - Føroya Skotasamband
  - KFUM-Skotarnir i Føroyum
    - Skótalið Frelsunarhersins associerad till KFUM-Skotarnir i Føroyum